# 阿韦龙河畔拉沙佩勒
阿韦龙河畔拉沙佩勒（法語：La Chapelle-sur-Aveyron，法語發音：[la ʃapɛl syʁ aveʁɔ̃]）是法国卢瓦雷省的一个市镇，位于该省东部，属于蒙塔日区。

## 地理
阿韦龙河畔拉沙佩勒（47°52'0"N, 2°51'44"E）面积19.03 平方千米，位于法国中央-卢瓦尔河谷大区卢瓦雷省，该省份为法国中北部省份，北起埃松省，西北接厄尔-卢瓦省，西南接卢瓦-谢尔省，南至涅夫勒省和谢尔省，东临约讷省，东北接塞纳-马恩省。
与阿韦龙河畔拉沙佩勒接壤的市镇（或旧市镇、城区）包括：蒙布伊、勒纳尔堡、沙蒂永科利尼、梅勒鲁瓦、阿韦龙河畔圣莫里斯。

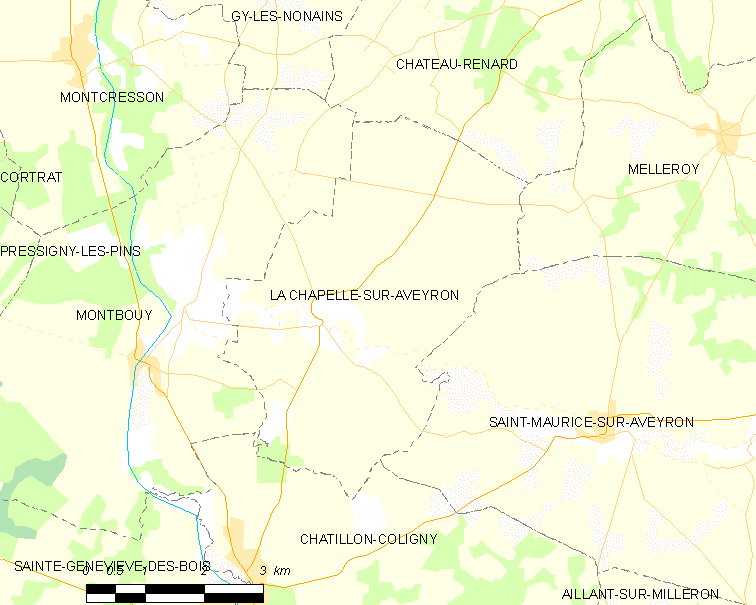
阿韦龙河畔拉沙佩勒的OSM定位图

阿韦龙河畔拉沙佩勒的时区为UTC+01:00、UTC+02:00（夏令时）。

## 行政
阿韦龙河畔拉沙佩勒的邮政编码为45230，INSEE市镇编码为45077。

## 政治
阿韦龙河畔拉沙佩勒所属的省级选区为洛里斯县。

## 人口

1962-2008年间阿韦龙河畔拉沙佩勒人口变化图示

阿韦龙河畔拉沙佩勒于2022年1月1日时的人口数量为623人。